# Kehidupan Baru
Kehidupan Baru is een bestuurslaag in het regentschap Batang Hari van de provincie Jambi, Indonesië. Kehidupan Baru telt 1027 inwoners (volkstelling 2010).